# Mifune (Kumamoto)
Mifune (jap. 御船町, -machi) ist eine Kleinstadt im Landkreis Kamimashiki in der japanischen Präfektur Kumamoto.

## Geschichte
Das heutige Mifune entstand am 1. Januar 1955 aus dem Zusammenschluss des alten Machi Mifune mit 5 weiteren Mura (滝水村, 七滝村, 木倉村, 高木村 und 豊秋列村).

## Verkehr
In der Nachbarstadt Mashiki befindet sich der Flughafen Kumamoto.
- Straße:
  - Kyūshū-Autobahn nach Kitakyūshū oder Kagoshima
  - Nationalstraße 443 nach Ōkawa oder Hikawa
  - Nationalstraße 445 nach Kumamoto oder Hitoyoshi

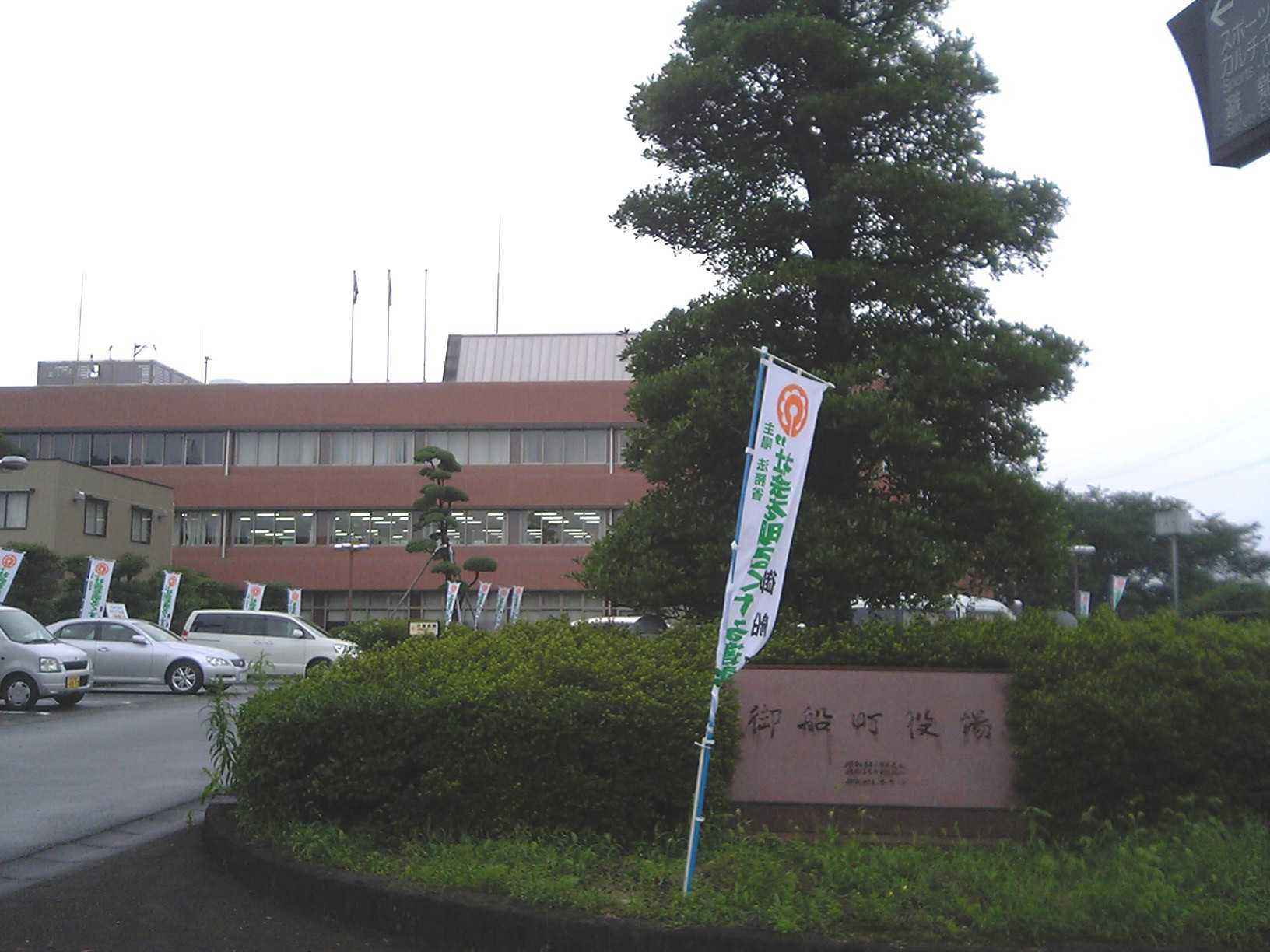
Mifunes Rathaus

## Angrenzende Gemeinden
- Misato
- Kashima
- Mashiki
- Yamato
- Nishihara
- Jōnan
- Kōsa